# Gw Pat 90

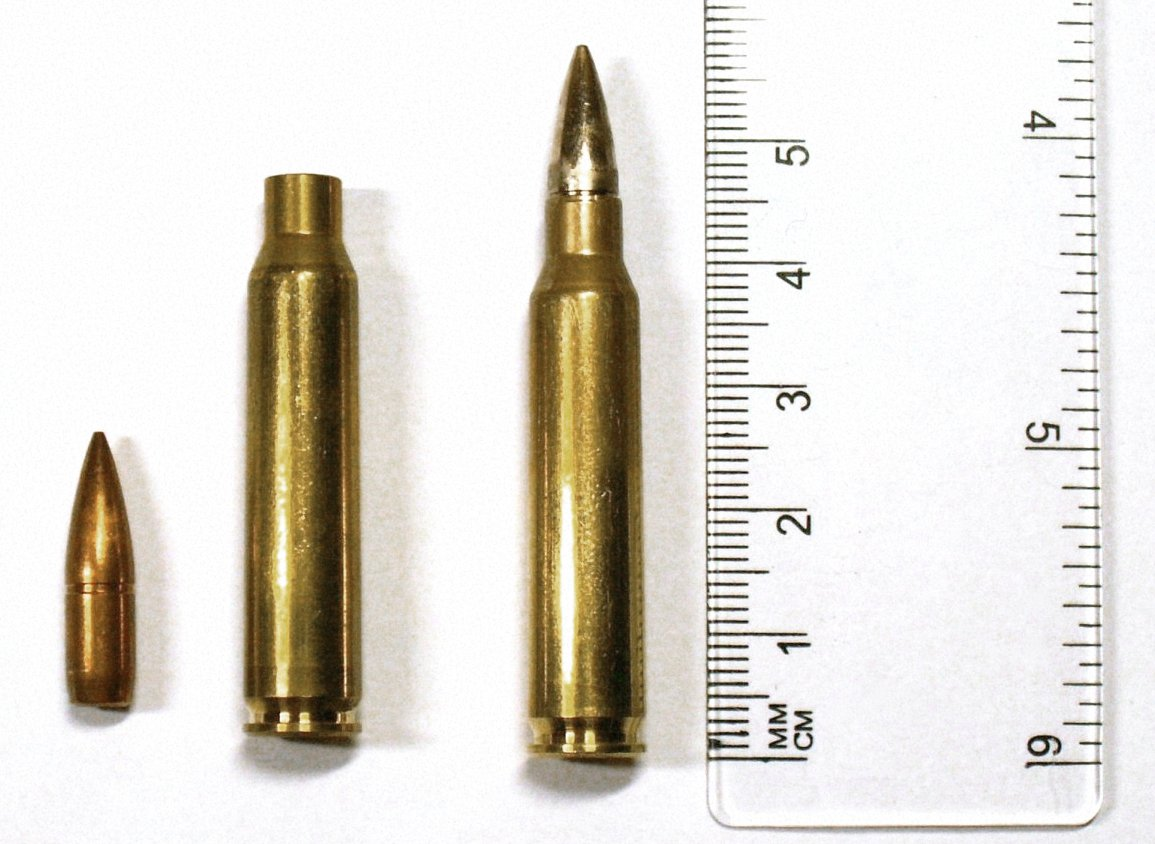
Gw Pat90 5.6 mm RUAG

Gewehr Patrone 90, hay Rifle Cartridge 90, là loại đạn tiêu chuẩn được quân đội Thụy Sĩ sử dụng cho súng trường tấn công SIG SG 550.

## Lịch sử

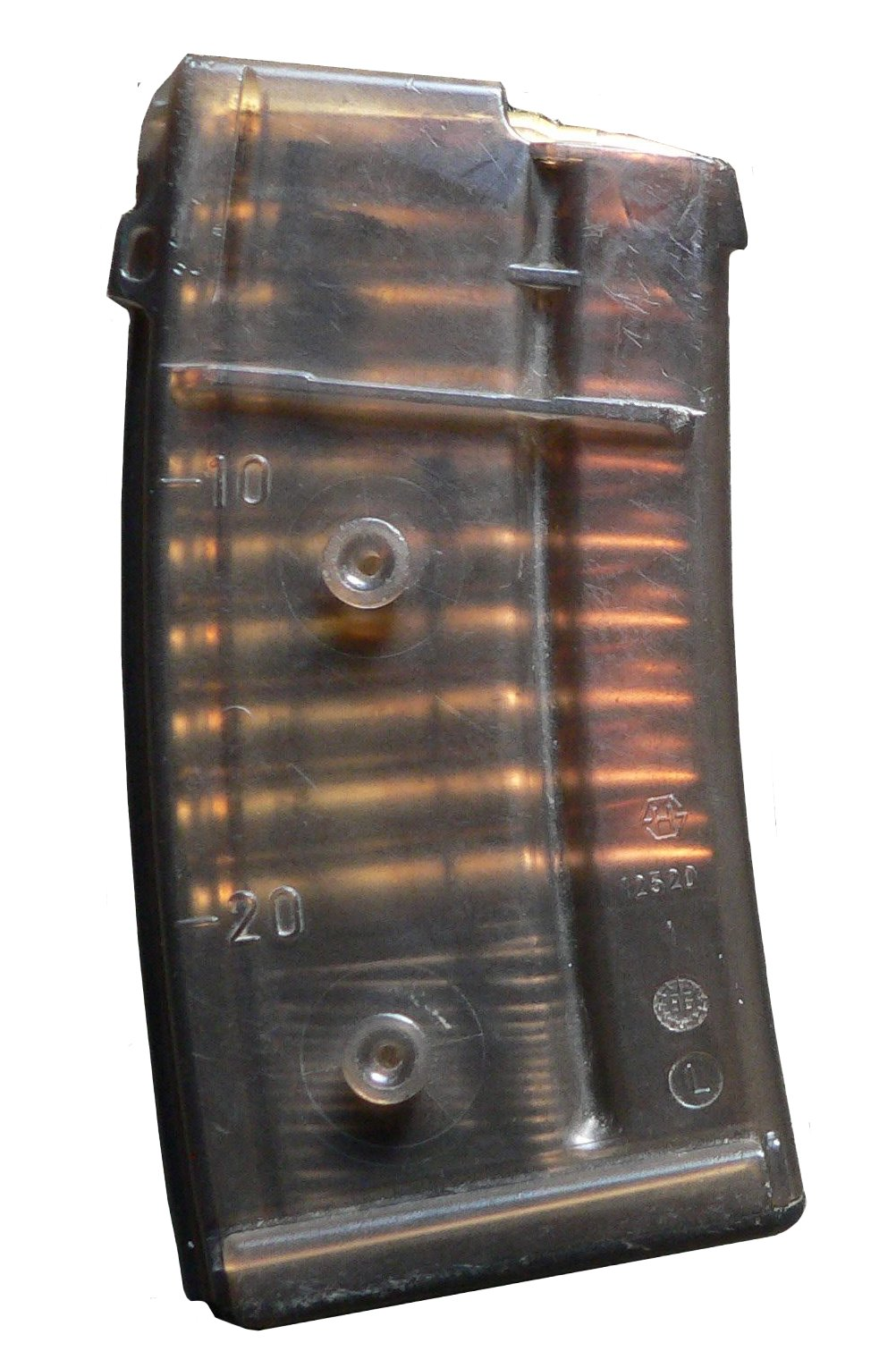
SIG 550 băng đạn được lắp bởi đạn Gw Pat 90

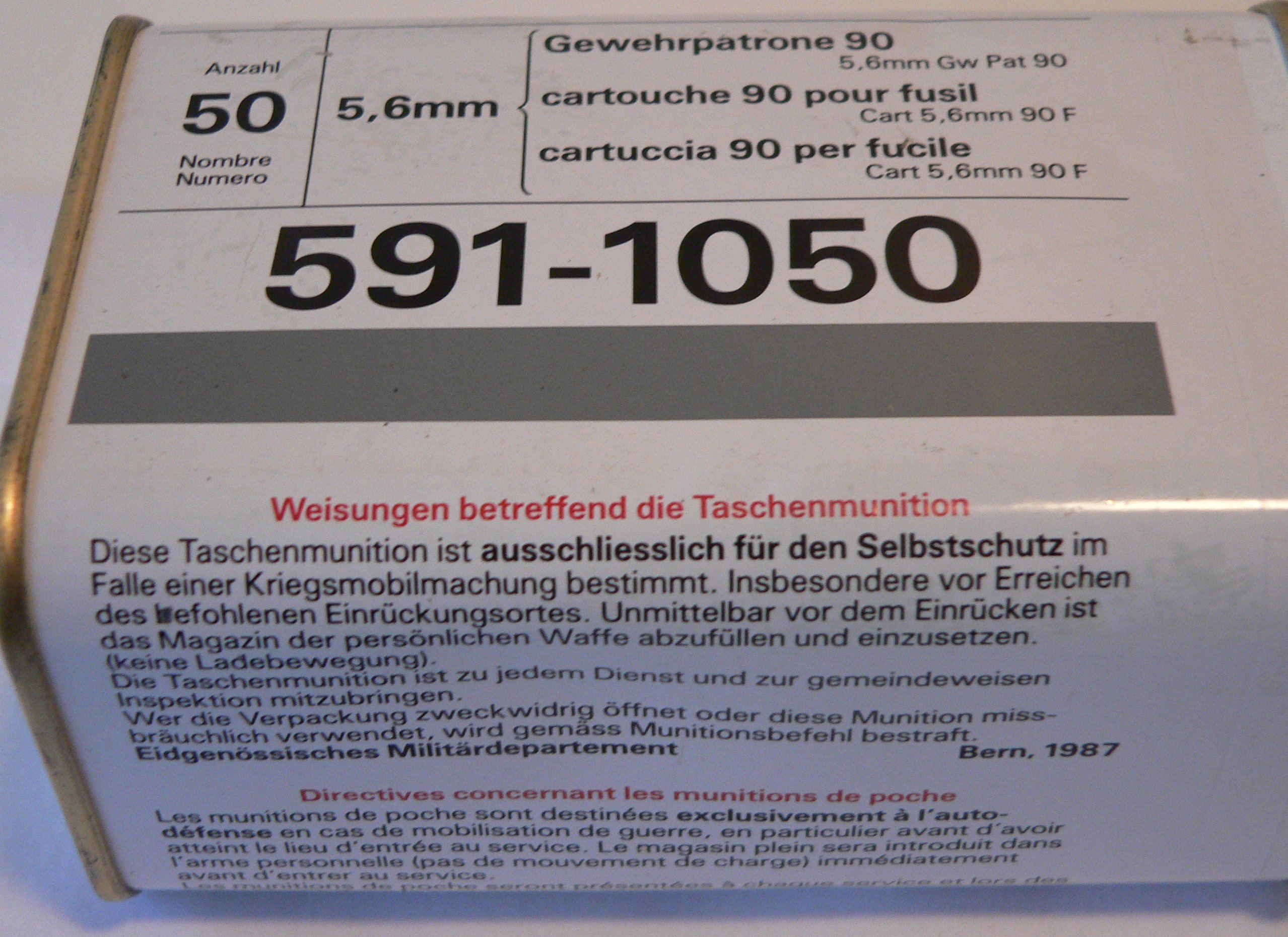
Mỗi người lính trang bị súng trường tấn công Sig 550 sẽ được cung cấp 50 viên/súng trong một chiếc hộp đóng kín. Chúng sẽ được mở khi trong trường hợp cấp bách hoặc trong những lúc những người lính di chuyển đến đơn vị của mình. Súng được nạp vào trong các băng đạn tháo rời. Hành động này đã được dừng vào năm 2007.

GP 90 mm được thiết kế cho SIG SG 550. Được đưa vào sản xuất năm 1987, thay thế SIG SG 510. Rút kinh nghiệm trước đó từ quân đội Thụy Sĩ cho thấy rằng việc thay đổi tầm bắn của đầu đạn khi khai hỏa trong quá trình bắn tập sẽ tốn chí phí hơn rất nhiều so với việc chế tạo hẳn một loại đạn mới; điều này thúc đẩy việc thiết kế các viên đạn có khả năng khai hỏa ở khoảng cách 300 mét.

## Đặc điểm

### Đầu đạn
- Trọng lượng: 12,2 g
- Chất liệu: Hợp kim Cu- Zn
- Ngòi nổ: SINTOX - không độc
- Nhiên liệu phản lực: hai lần đẩy
- Đầu đạn phóng ra: FMJ (phần đạn bọc kim loại)
- Hệ số đạn đạo 1: 0,331 (ICAO)/ 0,337
- Trọng lượng bắn ra: 4,1 g/63 gr
- Vật chất bao phủ: Tombac
- Vật chất lõi: Hợp kim Pb - Sb
- Kích thước: Theo chuẩn C.I.P

### Số liệu kỹ thuật
- Nhiệt độ đạn: giữa -30 °C và 60 °C
- Vận tốc ở họng súng: 905 m/s
- Sức ép băng đạn: 4300 thanh (PT)
- Sự chính xác trong cự ly 100m: 100% với bán kính 21 mm
- Sự chính xác ở cự ly 300m: 100% với bán kính 63 mm

## Sản xuất và cách dùng
Đạn cũng được thiết kế để giảm bớt sự ô nhiễm môi trường do sự phát tán chì do chúng gây ra. Gw Pat 90 được sản xuất và cung cấp bởi công ty RUAG,một công ty của nhóm công nghệ RUAG. Vật phóng ra được bọc thép chứa xấp xỉ 95% Pb, 2% Sb, 3% Cu.
Gw Pat 90 được sử dụng vừa trong quân đội Thụy Sĩ vừa trong thể thao. Lực lượng bán quân sự  được huấn luyện cao (mỗi người lính đơn mang một vũ khí phải bắn ít nhất một lần trong năm để giữ được khả năng sử dụng súng của mình). Gw Pat 90 được sử dụng bởi phần lớn các công dân Thụy Sĩ  trong những trò chơi giải trí dẫn đến sự thay đổi quan trọng trong thói quen sử dụng loại đạn này. Vì vậy đã có hơn 1 tỉ viên đạn được sản xuất kể từ năm 2005.